# Акиачак (аэропорт)
Аэропорт Акиачак (англ. Akiachak Airport), (FAA LID: Z13) — государственный гражданский аэропорт, расположенный в городе Акиачак (Аляска), США.
По статистическим данным Федерального управления гражданской авиации США услугами Аэропорта Акиачак в 2007 году воспользовались 2607 пассажиров, что на 44 % больше аналогичного показателя за 2006 год.

## Операционная деятельность
Аэропорт Акиачак располагается на высоте 8 метров над уровнем моря и эксплуатирует одну взлётно-посадочную полосу:
- 11/29 размерами 503 x 12 метров с гравийным покрытием.[1] Руководство аэропорта совместно с руководством штата Аляска планирует расширить площадь, используемую под инфраструктуру аэропорта, до 0,96 квадратных километров и построить новую взлётно-посадочную полосу длиной 1000 метров.[3][4]

За период с 26 августа 2005 года по 26 августа 2006 года Аэропорт Акиачак обработал 3 000 операций взлётов и посадок самолётов (250 операций ежемесячно). Все рейсы в аэропорту за данный период пришлись на аэротакси.

## Обслуживаемые авиакомпании
- Hageland Aviation Services [5]